# Joaquín Díaz de Bedoya
Joaquín Díaz de Bedoya fue un médico argentino, ministro provincial, diputado nacional y director del Cuerpo de Sanidad Militar en la Guerra de la Triple Alianza.

## Biografía
Nació en la ciudad de Salta el 1 de marzo de 1831, hijo de José Joaquín Díaz de Bedoya y de María Antonia Nouvelles.
Tras estudiar en el colegio de la Independencia fundado por el jesuita Agustín Bailón, fue enviado por sus padres a París con su familia materna y allí en 1855 se graduó de doctor en Medicina.
Tras revalidar su título en la ciudad de Buenos Aires regresó a Salta para ejercer su profesión.
Pronto adquirió particular prestigio en su ciudad y en 1858 fundó y presidió el Club 20 de Febrero, que reunió a algunos de los principales vecinos.
Fue Secretario General de Gobierno del gobernador Anselmo Rojo hasta 1862, cuando resultó elegido diputado nacional por la provincia de Salta, incorporándose a la Cámara el 16 de junio de 1862.
Iniciada la guerra de la Triple Alianza, el 11 de mayo de 1865 se incorporó al Cuerpo de Sanidad Militar del Ejército Argentino con el rango de cirujano principal del ejército, equiparado a teniente coronel.
Reelecto en 1866 a su banca por la legislatura salteña, Díaz de Bedoya renunció al nombramiento para proseguir en su misión en el cuerpo de sanidad.
Sirvió en los hospitales de sangre de Corrientes, Concordia y Paso de los Libres y siguió al ejército de operaciones en su marcha hacia Corrientes. En el campamento establecido en las riberas del río Batel el 15 de noviembre de 1865 fue designado Cirujano Principal del Segundo Cuerpo del Ejército Argentino.
Estuvo presente en Paso de la Patria, Tuyutí, Yataití-Corá, Boquerón y Sauce, mereciendo ser citado en el parte del comandante del 2.º Cuerpo.
A mediados de julio de 1868 fue promovido por decisión directa del general Bartolomé Mitre al más alto grado en el cuerpo de Sanidad y nombrado director del Cuerpo Médico en campaña con el sueldo de Cirujano Mayor.
Sirvió en los combates posteriores en que se vio involucrado el ejército argentino y después de la toma de Angostura (30 de diciembre de 1868) integró la división del Ejército Aliado que tomó Asunción el 5 de enero de 1869.
Allí estableció el Hospital de Sangre y se sumó a las tropas argentinas enviadas a las sierras a las órdenes del general Emilio Mitre contra las tropas remanentes de Francisco Solano López pero a fines de 1869 se dispuso el regreso de los batallones de Guardia Nacional y el 21 de diciembre arribó a Buenos Aires acompañando a los heridos y enfermos argentinos trasladados desde el hospital de Asunción. Tras arribar las tropas al mando de Emilio Mitre en la noche del 31 de diciembre acompañó al comandante en el desfile con que eran recibidas por la ciudad de Buenos Aires.
Recibió los cordones de Tuyutí, el escudo de Curupaytí y todas las condecoraciones otorgadas por los gobiernos aliados a los que intervinieron en las batallas y combates que se sucedieron en el conflicto.
El 9 de enero de 1870 dejó Buenos Aires para regresar a su ciudad natal donde se reintegró al ejercicio de su profesión en Salta. Allí fundó la primera casa de salud para albergue y cuidado médico de los necesitados y ejerció la docencia en el colegio Nacional de Salta, donde llegó a ejercer el cargo de rector.
Falleció en su ciudad natal el 18 de diciembre de 1880.
Estaba casado con Avelina Solá con quien tuvo una hija, María Antonia Díaz de Bedoya Solá.